# Cable diplomàtic
Un  cable diplomàtic , és un tipus de comunicació també conegut com a telegrama diplomàtic o cable d'ambaixada. És el terme utilitzat per a l'intercanvi de textos entre missions diplomàtiques, com ambaixades o consolats, i el canceller dels seus respectius països.
El terme cable, es deu a l'època on el mitjà per aquests tipus de comunicació eren els cables de comunicació submarins. Per referir-se al cable diplomàtic, sol usar-se únicament la paraula cable.

## Wikileaks
El 28 de novembre de 2010, la pàgina Wikileaks va filtrar a la premsa internacional 251.187 cables dels Estats Units. És la major filtració realitzada fins ara en tota la història de la humanitat. També es coneix com a Cablegate, en clara al·lusió a l'escàndol de Watergate, a principis dels anys setanta sota Administració de Richard Nixon.